# Konrad Martin
Konrad Martin, född den 18 maj 1812, död den 16 juli 1879, var en tysk romersk-katolsk biskop.
Martin blev 1844 extra ordinarie professor i Bonn och 1856 biskop i Paderborn, en post på vilken han ådagalade stort nit. På Första vatikankonsiliet (1869) hörde han till den påvliga ofelbarhetsdogmens mest avgjorda anhängare, och han försvarade sedermera densamma i skriften Die Arbeiten des vatikanischen Conzils (1873). Under den så kallade kulturkampen i Preussen blev han 1875 avsatt genom vederbörande regeringsdomstols utslag och internerad på fästningen Wesel, men lyckades samma år fly och vistades sedermera i Holland och Belgien. Av hans skrifter kan ytterligare nämnas Lehrbuch der katholischen Religion für höhere Lehranstalten (1844; 15 senare upplagor) och Lehrbuch der katolischen Moral (1850; 5 senare upplagor).